# Telebasis theodori
Telebasis theodori là một loài chuồn chuồn kim trong họ Coenagrionidae.
Telebasis theodori được Navás miêu tả khoa học năm 1934.